# Habitaction
Habitaction était une émission de télévision québécoise sous forme de magazine immobilier hebdomadaire en 91 épisodes de 25 minutes diffusé du 11 janvier 1997,, au 3 juin 2001 à TQS.
Le magazine donnait au téléspectateur un regard sur l'immobilier et les maisons neuves. Durant chaque épisode, trois projets domiciliaires étaient présentés.

## Animation
Le magazine était animé par Danielle Dubuc en collaboration avec François Léveillée, et son personnage « Monsieur Picole ». La voix est celle de Pierre-Yves Charbonneau.

## Commanditaire et producteur
Ce magazine, commandité par l'Association provinciale des constructeurs d'habitations du Québec (APCHQ), était produit par Valérie Bissonnette pour Tandem Productions Film et Vidéo inc. (aujourd'hui le Groupe Vélocité).

## Quelques projets domiciliaires présentés durant l'émission
- Le Jardin des Vosges (Verdun, Québec)
- Les Projets Ascimbec (St-Bruno, Québec)
- Les Sentiers de Brossard (Brossard, Québec)
- Condos Villeray (Sillery, Québec)
- Les Condos du Sommet (Laval, Québec)
- Projets domiciliaires Ste-Rose (Laval, Québec)
- Condos Lepage (Montréal, Québec)
- Condos Saint-Jean (St-Jean-sur-le-Richelieu, Québec)
- Condos Laval-Ouest (Laval-Ouest, Québec)
- Condos Huron (Farnham, Québec)